# Timoteus Pokora
Timoteus Pokora (26. června 1928 Brno – 11. července 1985 Praha) byl český sinolog, dlouholetý vědecký pracovník Orientálního ústavu ČSAV, překladatel z čínštiny a odborník na dějiny a filozofii dynastie Chan.

## Život
Timoteus Pokora se narodil v Brně 26. června 1928 finančnímu úředníku Pavlu Pokorovi a jeho manželce Vlastimile Pokorové, rozené Kyprové. V letech 1938–1946 se učil na reálném gymnáziu v Kroměříži. Studium ukončil maturitou na místním gymnáziu v roce 1946. Poté studoval práva na Karlově univerzitě. Současně navštěvoval filozofické a filologické přednášky na filozofické fakultě.
Po dokončení práv (1950) studoval sinologii u profesora Jaroslava Průška se zaměřením na starší čínskou historii. Ještě před dokončením studia byl roku 1954 přijat do Orientálního ústavu ČSAV, zde se roku 1963 stal vedoucím oddělení východní Asie. Stal se uznávaným odborníkem na dějiny a filozofii starověké Číny, zejména na období dynastie Chan (206 př. n. l.–28 n. l.). V letech 1965–1966 přednášel na Univerzitě v Heidelbergu, v letech 1969–1970 na Michiganské univerzitě v Ann Arboru.
Jeho politické postoje v letech 1968–1969 mu roku 1973 vynesly nucený odchod z Orientálního ústavu, poté se živil tlumočením a překládáním. Nadále publikoval zejména v zahraničí, v Československu většinou pod jmény přátel. Zemřel 11. července 1985 v Praze.

## Dílo
Své bohaté znalosti Timoteus Pokora zúročil v řadě studií a článků, věnoval se především chanským filozofům, mezi jinými Wang Čchungovi (1. století) a Chuan Tchanovi (asi 43 př. n. l. – 28 n. l.). Přeložil též několik kapitol ze S’-ma Čchienových Zápisků historika, část z jeho nepublikovaných překladů Olga Lomová pojala do Knihy vrchních písařů (Výbor z díla čínského historika), překladu zhruba čtvrtiny Zápisků vydaného roku 2012.

### Studie a články
- Na přelomu staré a nové Číny, Hnutí 4. května 1919. Prag: Orbis, 1959, s Walter Stambergerem a Zbigniewem Słupskim.
- Čchin Š chuang-ti, 1967.
- Wang Mangovy pokusy o řešení společenské krise v Číně v 1. st. n.l., Sb. historický 1955.
- Dějiny tradičního čínského práva, Světové dějiny státu a práva ve starověku I, 1963.
- Revoluční prvky v čínské filosofii, Orientalistický sb., 1963.
- Gab es in Geschichte Chinas eine durch Sklaverei bestimmte Produktionsweise und Gesellschaftsformation? Neue Beitrage zur Geschichte der alten Welt I, Berlin 1964.
- Politické a právní ideologie staré Číny, Moderní politické a právní ideologie Číny, Dějiny politických a právních ideologií I–II, 1965.
- Buddhismus na Dálném východě, Taoismus, Bozi a lidé, 1966.
- La vie du philosophe matérialiste Houan T'an, Mélanges de Sinologie offerts a Monsieur Paul Demiéville, Paris 1966.
- Feudální Čína a světové dějiny, Dějiny středověku I, 1968.
- Heterodoxy in China. Some Achievements and Limitations of Han Sceptical Philosophers, Papers of the XIX International Congress of Chinese studies, Bochum 1968.
- Stručný přehled dějin politických a právních učení některých asijských a afrických zemí. mit J. Kincel und V. Sadek, Dějiny politických a právních učení II, 2. vyd., 1969.
- Die Konzeption des Fortschritts im Konfuzianismus. Einige Bemerkungen über Kang Youweis Utopie, Nationalismus und Sozialismus im Befreiungskampf der Völker Asiens und Afrikas, Berlin 1971.
- Z filosofických názorů starověké Číny, in L. Balcar, V. Cvekl: Historia magistra. Výbor z rozhlasových pořadů I, 1972.
- Pre-Han Literature, In: Donald D. Leslie, Colin Mackerras, Wang Gungwu (Hg.): Essays on the Sources for Chinese History. Canberra 1973.
- China, H. J. M. Claesen, P. Skalník (Hg.): The Early State, Den Haag / Paris / New York 1978.
- Čína ve starověku a pravěku (unter dem Namen Mária Čarnogurská). J. Pečírka etc. (Hg.): Dějiny pravěku a starověku II, 1979.
- Shi chi 127, the Symbiosis of Two Historians, Chinese Ideas about Nature and Society. Studies in Honour of Derk Bodde, Hong Kong 1987.
- Čínská historiografia v rokoch 1949–1955, Historický časopis SAV 1956.
- Komenský and Wang Kuo-wei. A note on the influence of Komenský’s (Comenius) educational opinions upon the educational reforms in China before the revolution 1911, Archiv orientální 1958.
- Komenský v Číně, Archiv pro bádání o životě a díle J. A. Komenského (Acta Comeniana) 1958.
- The Dates of Huan T'an, Archiv orientální 1959.
- Huan T'an's Fu On Looking for the Immortals (Wang hsien fu), Archiv orientální 1960.
- Li Tao-čao a jeho úloha v Hnutí 4. května 1919 a v komunistickém hnutí v Číně, Československý časopis historický (ČsČH) 1960.
- Prameny starého čínského práva (O Li Kchuejově falsu), Právněhistorické studie 1960.
- Hedvábí v čínské a světové kultuře, Nový Orient (NO) 1960.
- The First Interpolation in the Shih chi, An Important Crossroad of the Chinese Thought, A Pioneer of New Trends of Thought in the End of the Ming Period (Marginalia on the Book on Li Chih by Chu Ch'ien-chih), Archiv orientální 1961.
- Význam historiografie pro správné poznání dějin, Zprávy ČSO při ČSAV 1961.
- Důležitá křižovatka čínské filosofie – o filosofických bojích v 1. století n.l., FČ 1962.
- Ch'en Sheng and Wu Kuang. Leaders of the Uprising against the Ch'in Dynasty, New Orient Bimonthly 1962.
- The Necessity of a more Thorough Study of Philosopher Wang Ch'ung and of his Predecessors, Archiv orientální 1962.
- The Present State of the trnslation from the Shih chi. To the memory of Fritz Jäger, Oriens Extremus 1962.
- The Life of Huan T'an, Existierte in China eine Sklavenhaltergesellschaft? Archiv orientální 1963.
- Od dvorního učence k materialistickému filosofovi. Chuan Tchanův život v širších souvislostech, Prošla Čína obdobím otrokářské společnosti? ČsČH 1963.
- Zrod materialistického životního názoru, NO 1963.
- An Attempt at a new Approach Towards Confucianism, Archiv orientální 1964.
- Čína a antický svět, LF 1964.
- K otázce fluktuace mezi třídami v Číně předkapitalistického období, ČsČH 1964.
- Čína a světové dějiny I. Otrokářský řád a feudalismus nebo formace politického donucení? DaS 1965.
- Notes on New Studies on Tung Chung-shu, Archiv orientální 1965.
- Zrcadlo minulosti. Čínská historie a její historikové, DaS 1966.
- The Concept of Progress in Confucianism. Some Observations on the Utopia of K'ang Yu-wei and its Historical Presuppositions, East and West 1967.
- Modern and Contemporary Chinese Historiography, Courrier de l'Extréme-Orient 1967.
- Čínská heterodoxie. Příspěvek chanských materialistických filosofů k obrodě filosofie a jejich meze, S'-ma Čchienova historická encyklopedie, NO 1968.
- The Works of Wang Ch'ung, Archiv orientální 1968.
- O Číně a čínské ideologii, s J. Fassem, A. Palátem, Z. Slupskim, NO 1969.
- C'-čchan – konfuciánec před Konfuciem, Ču Si – tvůrce dogmatu myslitel, NO 1969.
- Co s Konfuciem? FČ 1971.
- Huan T'an and Yang Hsiung on Ssu-ma Hsiang-ju: Some Desultory Remarks on History and Tradition, Journal of the American Oriental Society 1971.
- Překlad Tao te t'ingu a metody studia staročínského taoismu, Filozofia 1972.
- Příspěvek k poznání poměru historičnosti a fikce na příkladu S'-ma Čchienových Zápisků historika, Historický časopis SAV 1972.
- Recent Studies on Ancient Chinese History, Asian and African Studies (AAS) 1973.
- New Translations of the Records of the Historian (Shih chi) by Ssu-ma Ch'ien, Altorientalistische Forschungen (AF) 1973.
- Bestattung der Nackten. Eine Lehre von der Sparsamkeit in der Han-Zeit, AF 1979.
- Ch'u Shao-sun – The Narrator of Stories in the Shih-chi, Annali dell'Instituto Orientale di Napoli 1981.
- Hsi-men Pao in History and Fiction. A Confucian, Legalist, Ironical Critic, AF 1981.
- The Less Eminent Followers of Kao-tsu. Schih-chi, Rocznik orientalistyczny 1983.
- The Introduction of Kant's Ideas into Japan and Its Historiucal Prerequisites, AAS 1984.
- Das älteste Papier der Welt und seine Probleme, Das Altertum 1985.
- Staročínští legisté a historické osudy jejich učení (unter dem Pseudonym Ema Bayerlová), Právněhistorické studie 1986.

### Překlady
- Miao Čchu-chuang: Dějiny Komunistické strany Číny, 1960;
- H. Wilhelm: Společnost a stát v Číně. K dějinám světové říše, 1969;
- W. Čchung: Kritická pojednání (Lun-cheng). Výbor z díla čínského filosofa 1. století n.l., 1971;
- Ironičtí kritici. Příběhy a anekdoty ze staročínských dvorů (pod pseud. Jan Kalina), NO 1971;
- N. I. Konrad: Západ a Východ (př. pod jménem V. A. Černý), 1973;
- Hsin-lun (New Treatis) and Other Writings by Huan T'an (43 B. C.–28 A. D.), Ann Arbor 1975.